# Sonrisa (álbum)
Sonrisa es el título del quinto álbum grabado en estudio y el quinto en español de la artista Ana Torroja. 
Tras siete años sin ningún disco con material inédito desde el 2003, "Sonrisa" salió a la venta el 14 de septiembre. Previo al lanzamiento, Ana ha participado en varias entrevistas radiofónicas y televisivas, además de responder mediante redes sociales, como Twitter o su propio blog oficial, siguiendo la promoción del disco.
El proyecto ha pasado por varios procesos en su estilo desde el anuncio de principio del año 2007. Sin embargo este se prorrogó por el eventual accidente automovilístico ocurrido en 2008 y por la demanda judicial en su contra. Ella misma ha declarado que es totalmente diferente al iniciado en ese periodo. En síntesis el álbum se originó a fines diciembre de 2009. 
El productor del trabajo discográfico es el destacado Andrés Levin, que ya había participado con la cantante en 1999 y 2005. También ha colaborado en la composición y otros autores como Miguel Bosé, Aleks Syntek, Mai Meneses (de Nena Daconte) y Leonel García (ex Sin Bandera).
Dio por finalizada su elaboración el pasado 31 de agosto. Ella ha señalado en una entrevista que "encontró su sitio en la música y en la vida". El álbum continuará y evolucionará la línea pop-electrónica iniciada en el álbum Frágil. 
"Tiene muchos colores que llena de alegría el comienzo del día y vivir el momento, con estilo de los '70, hippie, es mi disco más positivo y alegre" ha señalado la artista en una de las tantas entrevistas.
Este incluye canciones escritas por ella misma tituladas «Tiempo» y «Porque No Puedo». La canción «Sueña» colabora el dúo francés Les Nubians. 
El disco fue n°1 en ventas en iTunes y n.º 2 en Promusicae. Se lanzaron tres ediciones del álbum: digital, CD y CD + DVD + Libro. La versión digital incluyó el tema inédito «Tengo un corazón». 
Su primer sencillo ídem al nombre del álbum ha tenido una buena aceptación llegando al puesto N°1 en España, y bien posicionada en reproducciones de ¡Tunes. La composición hecha por la pamplonesa Airam Etxániz, señala:

Transmite muy buenas vibraciones. "Es muy buen momento para gritar mensajes positivos. Y regalar sonrisas siempre viene bien. Si regalas sonrisa normalmente vuelve sonrisa"

## Lista de canciones
- Edición estándar:

| Edición Hispana |                                                |                                                                   |          |  |
| N.º             | Título                                         | Escritor(es)                                                      | Duración |  |
| 1.              | «Sonrisa»                                      | Airam Etxániz                                                     | 4:19     |  |
| 2.              | «Tu Habitación Helada»                         | Fernando Montesinos                                               | 4:33     |  |
| 3.              | «Ana»                                          | Fernando Montesinos                                               | 4:11     |  |
| 4.              | «Te Tengo»                                     | Miguel Bosé/Mikel Irazoki                                         | 3:36     |  |
| 5.              | «Sueña» (Con la colaboración de "Les Nubians") | Mai Meneses                                                       | 4:23     |  |
| 6.              | «Soy»                                          | Leonel García                                                     | 4:25     |  |
| 7.              | «A Corazón Abierto»                            | Fernando Osorio                                                   | 4:05     |  |
| 8.              | «Porque No Puedo»                              | Ana Torroja/Andrés Levin/Ileana Padrón/Sabina Sciubba/Didi Gutman | 3:27     |  |
| 9.              | «Tiempo»                                       | Ana Torroja/ Aleks Syntek/ Andrés Levin                           | 5:19     |  |
| 10.             | «De Mi Lado» (feat. Miguel Bosé)               | Federico Lladó Sánchez                                            | 4:05     |  |

- Bonus tracks iTunes:

|     |                    |               |          |  |  |  |  |  |  |  |
| N.º | Título             | Escritor(es)  | Duración |  |  |  |  |  |  |  |
| 11. | «Tengo un corazón» | David Ascanio | 2:39     |  |  |  |  |  |  |  |

- Colaboración VocesX1FIN: Juntos por Mali:

|     |                                                                           |          |  |  |  |  |  |  |  |  |
| N.º | Título                                                                    | Duración |  |  |  |  |  |  |  |  |
| 1.  | «Insurrección (feat. David Villa)» (Cover del grupo El último de la fila) | 3:26     |  |  |  |  |  |  |  |  |
| 2.  | «Sonrisa (feat. Tchi Denw)»                                               | 4:35     |  |  |  |  |  |  |  |  |

## Listados y certificaciones

### Single "Sonrisa"
El tema sonó en la campaña publicitaria de "Sanitas"
| Posición | 21 | 4 | 2 | 1 | 1 | 3 | 10 | 8 | 10 | 14 |

| Posición | -- | -- | -- | 45 | 35 | 26 | 14 | 18 | 23 | 22 | 33 | 31 | 36 | 36 | 35 | 45 | 45 |

| Posición | 34 | 31 | 29 | 25 | 24 | 20 | 16 | 19 | 19 | 20 | 22 | 26 | 31 |

| Posición | 4 | 1 | 1 | 1 | 2 | 3 | 3 | 2 |

### Single: "Tu habitación helada"
El sencillo ha sido confirmado el pasado 11 de diciembre y difundido en radios según el sitio oficial el 24 de enero. 
La misma cantante dio a conocer a través de Twitter el rodaje del videoclip de presentación que se efectuó en Nueva York entre los días 17 y 19 de diciembre y se estrenó el 31 de enero. "El vídeo refleja con realismo poético estados de ruptura, de distanciamiento, de incomunicación. Es una canción rítmica, claramente pop, impulsada por la electrónica."
| Posición | 21 | 19 |

| Posición | 1 |

### Single: Soy
El sencillo fue confirmado en el Twitter oficial de Ana Torroja. Fue lanzado oficialmente el 28 de junio de 2011. El tema dio nombre a la Gira "Soy" que la cantante dio por España y Latinoamérica entre 2011 y 2012.
| Posición | 18 | 6 | 2 | 1 |

### Álbum "Sonrisa"
| Posición | 2 | 6 | 10 | 11 | 19 | 31 | 37 | 40 | 57 | 66 | 84 | 99 |

| Posición | 89 | 67 | 73 | 79 | 56 | 83 | 100> | 40 | 97 | 100> | 95 | 100> | 94 |

#### Ranking Anual[5]
| País   | Primera semana | Mejor posición | Semanas en el ranking |
| ------ | -------------- | -------------- | --------------------- |
| España | 19/09/2010     | 2              | 20                    |
| México | 11/2010        | 71             | 2                     |